# Castellar de la Muntanya
Castellar de la Muntanya es una entidad de población española del municipio de Vall de Vianya, perteneciente a la provincia de Gerona, en la comunidad autónoma de Cataluña.

## Toponimia
El nombre del lugar puede encontrarse escrito con las grafías Castellar de la Muntanya, Castellar de la Montaña y Castellar.

## Historia
El lugar tuvo ayuntamiento propio. El municipio de Castellar de la Montaña desapareció de cara al censo de 1857, al incorporarse al de Capsech. Hacia mediados del siglo XIX, el lugar tenía contabilizada una población de 110 habitantes. Aparece descrito en el sexto volumen del Diccionario geográfico-estadístico-histórico de España y sus posesiones de Ultramar de Pascual Madoz con las siguientes palabras:

CASTELLAR, conocido tambien por CASTELLAR DE LA MONTAÑA: ald. en la prov. y dióc. de Gerona (9 hor.), part. jud. de Olot (2), aud. terr. y c. g. de Barcelona (26), forma ayunt. con Capsech y sus agregados. sit. en la falda de la montaña de su nombre; le combaten con frecuencia los vientos del O., y su clima es frio, pero sano. Tiene varias casas y 1 igl. parr. (la Asuncion de Ntra. Señora), de la que es anejo la del l. de Torrallas, con el cual confina el térm. por el N. á (3/4 hora); E. Montagut (1 1/2); S. San Juan las Fonts (1), y O. Vall-del-Bach (1); en él se encuentran varias fuentes de buenas aguas para el surtido y uso comun del vecindario. El terreno es arcilloso, pedregoso calizo; la parte montuosa, poblada de robles, encinas y enebros; le fertilizan los riach. conocidos por riberas de Carrera y de Oix, cuyas corrientes se aumentan con las aguas que bajan de la montaña; le cruza la carretera que va á Camprodon, y se halla en mal estado. El correo se recibe de Olot. prod.: trigo, maiz, fajol, mijo, habas, hortalizas y algunas frutas; cria ganado lanar, y caza de perdices, conejos y liebres. pobl.: 23 vec., 110 alm. cap. prod. 749,200 rs. imp. 18,730 rs.
(Madoz, 1847, p. 99)

En la actualidad, pertenece al municipio de Vall de Vianya. En 2023, la entidad singular de población de Castellar de la Muntanya tenía empadronados 10 habitantes, los mismos que el núcleo de población del mismo nombre.